# Ben May
Benjamin Steven « Ben » May est un footballeur anglais né le 10 mars 1984 à Gravesend. Il évolue au poste d'attaquant.

## Carrière
- 2001-2008 : Millwall  Angleterre
- 2003 : Colchester United  Angleterre (prêt)
- 2003-2004 : Brentford FC  Angleterre (prêt)
- 2004 : Colchester United  Angleterre (prêt)
- 2004-2005 : Brentford FC  Angleterre (prêt)
- 2007 : Scunthorpe United  Angleterre (prêt)
- 2008-2010 : Scunthorpe United  Angleterre
- 2010- : Stevenage  Angleterre